# محمدآباد (هوراند)
محمدآباد یکی از روستاهای استان آذربایجان شرقی است که در دهستان دودانگه بخش مرکزی شهرستان هوراند  واقع شده‌است. این روستا ۸۷ نفر جمعیت دارد.